# ノートルダム (1997年の映画)
『ノートルダム』（原題：The Hunchback）は、1997年アメリカで製作されたテレビ映画である。アメリカでの発売日は1997年3月16日。 

## 概要
ヴィクトル・ユーゴーの小説ノートルダム・ド・パリのテレビ映画。日本では劇場未公開でVHSで1997年12月5日に販売された。また日本においてはまだDVDでの販売はされていない。
1997年のエミー賞では4部門にノミネートされた。

## キャスト
| 役名                     | 俳優                   | 日本語吹替 | 日本語吹替 |
| 役名                     | 俳優                   | VHS        |            |
| ------------------------ | ---------------------- | ---------- | ---------- |
| カジモド                 | マンディ・パティンキン | 茶風林     |            |
| クロード・フロロー司教   | リチャード・ハリス     | 筈見純     |            |
| ラ・エスメラルダ         | サルマ・ハエック       | 岡本麻弥   |            |
| ピエール・グランゴワール | エドワード・アタートン | 速水奨     |            |
| クロパン・トルイユフー   | ジム・デイル           | 青山穣     |            |
| ルイ11世                 | ナイジェル・テリー     | 有本欽隆   |            |

| 円谷文彦   | 勝生真沙子 | 咲野俊介 | 中村秀利 |
| 水野龍司   | 小形満     | 星野充昭 | 後藤史彦 |
| 棚田恵美子 | 増田ゆき   | 乃村健次 | 本田貴子 |

- 日本語吹替翻訳：辺見真起子

## スタッフ
- 監督：ピーター・メダック
- 脚本：ジョン・ファサノ
- 音楽：エドワード・シェアマー
- 撮影：エラミール・ラガリー
- 美術監督：ジョゼフ・ロンヴァリ
- 編集：ジェイ・キャシディ
- 衣装デザイン：ジョン・ブルームフィールド